# ما قبل الثورة الفرنسية (مصطلح)

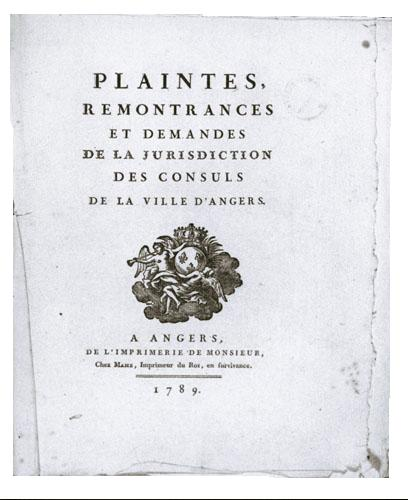
سجل المظالم أوالشكايات Cahier de doléances لمدينة أنجيه لسنة 1789.

ما قبل الثورة الفرنسية بالفرنسية La prérévolution أو pré-révolution بالإسبانية Prerrevolución francesa، وهو مصطلح في الكتابات المتخصصة في حقل التاريخ، استعمل من قبل بعض المؤرخين الفرنسيين، يشير إلى الأحداث التي سبقت الثورة الفرنسية، دون الخلط بينه وبين «أسباب الثورة الفرنسية» أو «مقدمات الثورة الفرنسية».
ظهر التعبير لأول مرة في مراجع مؤرخ الحداثية جان أيجغي (Jean Égret)، وبخاصة كتابه تحت عنوان «ما قبل الثورة الفرنسية» (La Prérévolution française) (باريس PUF, 1962)

يظهر من تحليل قائمة ما يصطلح عليه سجلات "cahier de doléances" أن النقاش كان محتدما بين تيارين حركيين ما قبل الثورة: الثوار الذين يريدون الصفحة البيضاء(بالفرنسية Tabula rasa) وتيار الثورة المضادة.
«ما قبل الثورة» أو كما يسميه البعض «رد فعل الأرستقراطية» أمام احتدام المطالب الإصلاحية، هو واحد من جوانب «الأزمة المؤسسية» التي أثرت على النظام الفرنسي القديم، من استعداء الفلاحين والعمال والبرجوازية، الأمور التي ساهمت في خلق مناخ ما قبل الثورة.
 في البيئة والظروف الزمكانية التي عرفت قيام الثورة الفرنسية.

## استخدام المصطلح
لم يستخدم المصطلح على نطاق واسع بين المؤرخين، والبعض يفضل استخدام مصطلحات أخرى مختلفة ك (جاك كودوشو Jacques Godechot)، (ألبرت ماتييز Albert Mathiez)، (جورج ليفيبر Georges Lefebvre)، و (ميشيل ألبرت)، و (ألبرت سوبول Albert Soboul)، (وميشيل فوفيل Michel Vovelle).

## وصلات خارجية
- الإطلاع على كتاب ماقبل الثورة الفرنسية ل«جان أيجغي» (Jean Égret) رقميا من موقع persee.fr
- Francia en vísperas de 1789, sitio digital 'Révolution 1789'.
- تحميل كتاب الثورة الفرنسية للدكتور لويس عوض